# Gymnastique aux Jeux olympiques d'été de 1956
Navigation
Helsinki 1952 Rome 1960
Aux Jeux olympiques de 1956, une discipline de gymnastique était au programme : la gymnastique artistique avec sept épreuves pour les femmes et huit pour les hommes. Toutes ces épreuves ont eu lieu au West Melbourne Stadium du 3 au 7 décembre. Ce stade situé à 3,4 k au nord-ouest du principal site des Jeux, le Melbourne Cricket Ground, a été renommé Festival Hall, Melbourne en 2006.

## Podiums

### Hommes
| Épreuves                     | Or | Argent                                                                                                  | Bronze |
| ---------------------------- | --- | --- | --- |
| Concours général individuel  | Viktor Chukarin Union soviétique 114.250 pts                                                                         | Takashi Ono Japon 114.200 pts                                                                           | Yuriy Titov Union soviétique 113.800 pts                                                                             |
| Concours général par équipes | Union soviétique Viktor Chukarin Valentin Muratov Boris Shakhlin Albert Azaryan Yuriy Titov Pavel Stolbov 568.25 pts | Japon Takashi Ono Masao Takemoto Masami Kubota Nobuyuki Aihara Shinsaku Tsukawaki Akira Kono 566.40 pts | Finlande Kalevi Suoniemi Berndt Lindfors Martti Mansikka Onni Lappalainen Olavi Leimuvirta Raimo Heinonen 555.95 pts |
| Sol                          | Valentin Muratov Union soviétique 19.200 pts                                                                         | Nobuyuki Aihara Japon 19.100 pts                                                                        | |
| Sol                          | Valentin Muratov Union soviétique 19.200 pts                                                                         | Viktor Chukarin Union soviétique 19.100 pts                                                             | |
| Sol                          | Valentin Muratov Union soviétique 19.200 pts                                                                         | William Thoresson Suède 19.100 pts                                                                      | |
| Cheval d'arçons              | Boris Shakhlin Union soviétique 19.250 pts                                                                           | Takashi Ono Japon 19.200 pts                                                                            | Viktor Chukarin Union soviétique 19.100 pts                                                                          |
| Anneaux                      | Albert Azaryan Union soviétique 19.350 pts                                                                           | Valentin Muratov Union soviétique 19.150 pts                                                            | Masami Kubota Japon 19.100 pts                                                                                       |
| Anneaux                      | Albert Azaryan Union soviétique 19.350 pts                                                                           | Valentin Muratov Union soviétique 19.150 pts                                                            | Masao Takemoto Japon 19.100 pts                                                                                      |
| Saut de cheval               | Helmut Bantz Équipe unifiée d'Allemagne 18.850 pts                                                                   | | Yuriy Titov Union soviétique 18.750 pts                                                                              |
| Saut de cheval               | Valentin Muratov Union soviétique 18.850 pts                                                                         | | Yuriy Titov Union soviétique 18.750 pts                                                                              |
| Barres parallèles            | Viktor Chukarin Union soviétique 19.200 pts                                                                          | Masami Kubota Japon 19.150 pts                                                                          | Takashi Ono Japon 19.100 pts                                                                                         |
| Barres parallèles            | Viktor Chukarin Union soviétique 19.200 pts                                                                          | Masami Kubota Japon 19.150 pts                                                                          | Masao Takemoto Japon 19.100 pts                                                                                      |
| Barre fixe                   | Takashi Ono Japon 19.600 pts                                                                                         | Yuriy Titov Union soviétique 19.400 pts                                                                 | Masao Takemoto Japon 19.300 pts                                                                                      |

### Femmes
| Épreuves                                              | Or | Argent                                                                                               | Bronze |
| ----------------------------------------------------- | --- | --- | --- |
| Concours général individuel                           | Larissa Latynina Union soviétique 74.930 pts                                                                                | Ágnes Keleti Hongrie 74.633 pts                                                                      | Sofia Muratova Union soviétique 74.466 pts                                                                                |
| Concours général par équipes                          | Union soviétique Tamara Manina Larissa Latynina Sofia Muratova Lidia Kalinina Polina Astakhova Ludmilla Egorova 444.800 pts | Hongrie Ágnès Keleti Margit Korondi Olga Tass Alice Kertesz Andrea Bodo Karolyne Gulyas 443.500 pts  | Roumanie Georgetta Hurmuzachi Sonia Inovan Elena Leusteanu Elena Margarit Elena Săcălici Emilia Vatasoiu 438.200 pts      |
| Sol                                                   | Ágnes Keleti Hongrie 18.733 pts                                                                                             | | Elena Leusteanu Roumanie 18.700 pts                                                                                       |
| Sol                                                   | Larissa Latynina Union soviétique 18.733 pts                                                                                | | Elena Leusteanu Roumanie 18.700 pts                                                                                       |
| Poutre                                                | Ágnes Keleti Hongrie 18.800 pts                                                                                             | Tamara Manina Union soviétique 18.633 pts                                                            | |
| Poutre                                                | Ágnes Keleti Hongrie 18.800 pts                                                                                             | Eva Bosáková Tchécoslovaquie 18.633 pts                                                              | |
| Barres asymétriques                                   | Ágnes Keleti Hongrie 18.966 pts                                                                                             | Larissa Latynina Union soviétique 18.833 pts                                                         | Sofia Muratova Union soviétique 18.800 pts                                                                                |
| Saut de cheval                                        | Larissa Latynina Union soviétique 18.833 pts                                                                                | Tamara Manina Union soviétique 18.800 pts                                                            | Ann-Sofi Colling Suède 18.733 pts                                                                                         |
| Saut de cheval                                        | Larissa Latynina Union soviétique 18.833 pts                                                                                | Tamara Manina Union soviétique 18.800 pts                                                            | Olga Tass Hongrie 18.733 pts                                                                                              |
| Exercices d'ensemble avec agrès portatifs par équipes | Hongrie Ágnes Keleti Olga Tass Margit Korondi Andrea Bodó Erzsébet Gulyás Alíz Kertész 75.20 pts                            | Suède Ann-Sofi Colling Eva Rönström Doris Hedberg Karin Lindberg Evy Berggren Maude Karlén 74.20 pts | Pologne Helena Rakoczy Natalia Kot Danuta Nowak-Stachow Dorota Jokiel Barbara Ślizowska Lidia Szczerbińska 74.00 pts      |
| Exercices d'ensemble avec agrès portatifs par équipes | Hongrie Ágnes Keleti Olga Tass Margit Korondi Andrea Bodó Erzsébet Gulyás Alíz Kertész 75.20 pts                            | Suède Ann-Sofi Colling Eva Rönström Doris Hedberg Karin Lindberg Evy Berggren Maude Karlén 74.20 pts | Union soviétique Larissa Latynina Sofia Muratova Tamara Manina Ludmilla Egorova Polina Astakhova Lidia Kalinina 74.00 pts |

## Tableau des médailles

### Hommes
| Rang  | Nation                     | Or | Argent | Bronze | Total |
| ----- | -------------------------- | -- | ------ | ------ | ----- |
| 1     | Union soviétique           | 7  | 3      | 3      | 13    |
| 2     | Japon                      | 1  | 5      | 5      | 11    |
| 3     | Équipe unifiée d’Allemagne | 1  | 0      | 0      | 1     |
| 4     | Suède                      | 0  | 1      | 0      | 1     |
| 5     | Finlande                   | 0  | 0      | 1      | 1     |
| Total | Total                      | 9  | 9      | 9      | 27    |

### Femmes
| Rang  | Nation           | Or | Argent | Bronze | Total |
| ----- | ---------------- | -- | ------ | ------ | ----- |
| 1     | Union soviétique | 4  | 3      | 3      | 10    |
| 2     | Hongrie          | 4  | 2      | 1      | 7     |
| 3     | Suède            | 0  | 1      | 1      | 2     |
| 4     | Tchécoslovaquie  | 0  | 1      | 0      | 1     |
| 5     | Roumanie         | 0  | 0      | 2      | 2     |
| 6     | Pologne          | 0  | 0      | 1      | 1     |
| Total | Total            | 8  | 7      | 8      | 23    |

### Confondu
| Rang  | Nation                     | Or | Argent | Bronze | Total |
| ----- | -------------------------- | -- | ------ | ------ | ----- |
| 1     | Union soviétique           | 11 | 6      | 6      | 23    |
| 2     | Hongrie                    | 4  | 2      | 1      | 7     |
| 3     | Japon                      | 1  | 5      | 5      | 11    |
| 4     | Équipe unifiée d’Allemagne | 1  | 0      | 0      | 1     |
| 5     | Suède                      | 0  | 2      | 1      | 3     |
| 6     | Tchécoslovaquie            | 0  | 1      | 0      | 1     |
| 7     | Roumanie                   | 0  | 0      | 2      | 2     |
| 8     | Finlande                   | 0  | 0      | 1      | 1     |
| 8     | Pologne                    | 0  | 0      | 1      | 1     |
| Total | Total                      | 17 | 16     | 17     | 50    |